# 死亡行軍

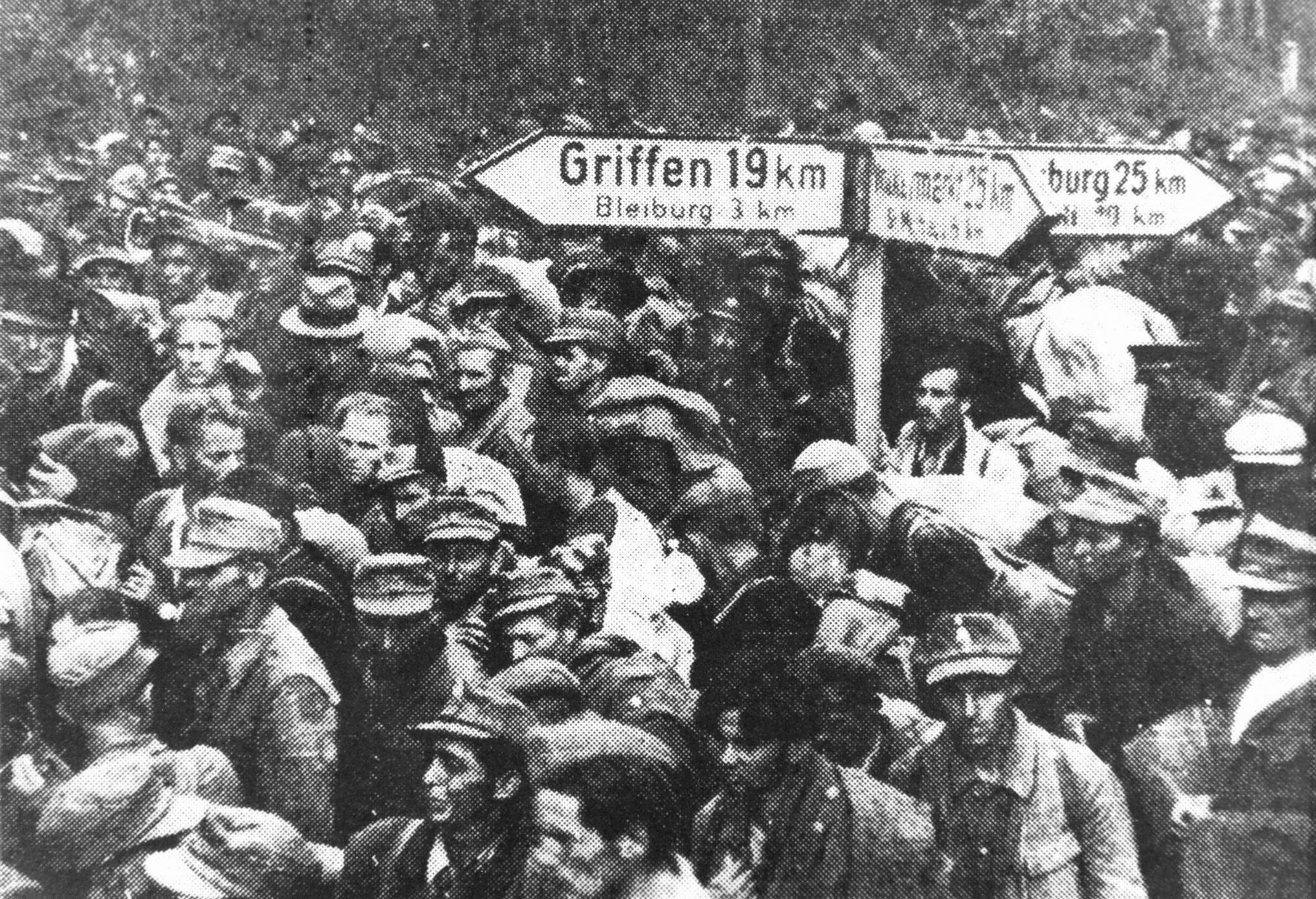
死亡行軍其間的克罗地亚移民和平民（布萊堡遣返）

死亡行军（英語：death march）是一个針對战俘或其他俘虏或被驱逐出境者的強迫行軍，这与通过徒步行军运送囚犯的简单方式不同。死亡行军通常包含嚴苛的体力劳动和虐待、忽视囚犯的伤病，故意使俘虏饥饿和缺水而死，受到屈辱和酷刑，并處死那些无力跟上步伐的人。死亡行軍最终可能會結束在一个戰俘營或拘留营，或者也可能会继续下去，直到所有的囚犯都死了（如在亚美尼亚种族灭绝的情況）。
在《日内瓦第四公约》中，规定死亡行軍是一种战争罪行。

## 例子

### 第二次世界大战之前
- 戴维·利文斯通写到伊斯蘭世界奴隸貿易時提到：

We passed a slave woman shot or stabbed through the body and lying on the path. [Onlookers] said an Arab who passed early that morning had done it in anger at losing the price he had given for her, because she was unable to walk any longer.
（页面存档备份，存于）
- 作為印第安人迁移政策的一部分，在美国，1831年，大约6000名喬克托族人被迫离开密西西比州，前往奧克拉荷馬州，他們只有大约4000人在1832年抵達該地。[4]
- 1836年，在克里克战争後，美国陆军自阿拉巴马州將2500名馬斯科吉人（Muscogee）作为战俘驱逐出境。[5]其余的部落成員(12 000人)緊隨其後，同樣被軍隊驱逐出境。 在抵达俄克拉何马州的時候，已有3500人死于感染。[6]
- 1838年，總統安德鲁·杰克逊下命令迫使切罗基人西行前往奧克拉荷马。成为众所周知的血淚之路：估计有4 000名男人、妇女和儿童死於途中。[7]
- 在1915至1918年間造成多达1,500,000人的亚美尼亚种族灭绝事件。在以第一次世界大战為藉口的掩飾下，青年土耳其黨人试图清洗鄂圖曼土耳其的亚美尼亚人口。結果，大部分亚美尼亚人口被迫從西亚美尼亚流放到叙利亚沙漠。[8]许多人在他們前往在叙利亚的沙漠的25個集中營的途中慘被强奸、遭受酷刑，并被杀害。在最惡名昭彰的营地， 德佐尔那里估计有300 000名亚美尼亚人被杀。[9]

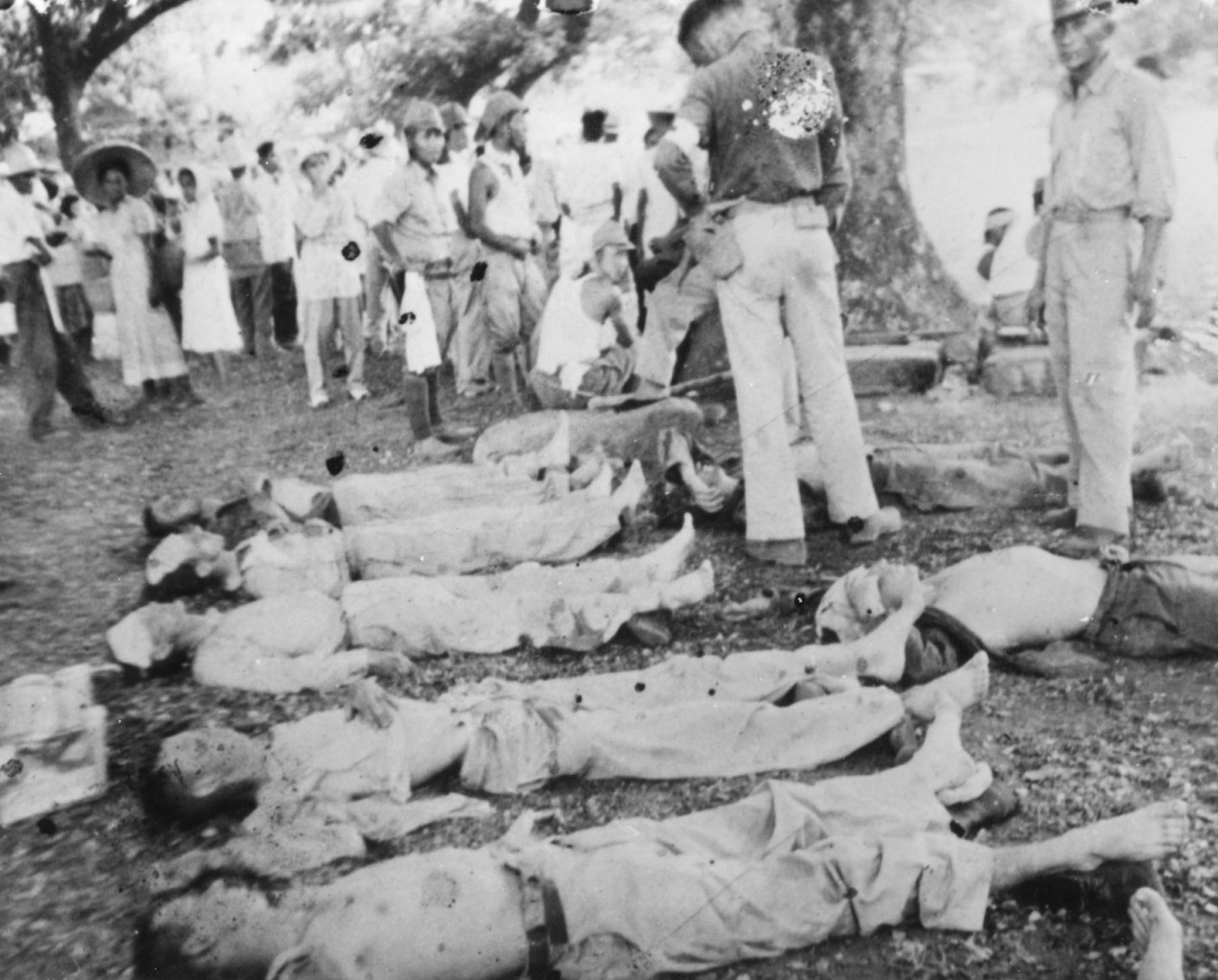
在巴丹死亡行軍中死去的士兵。

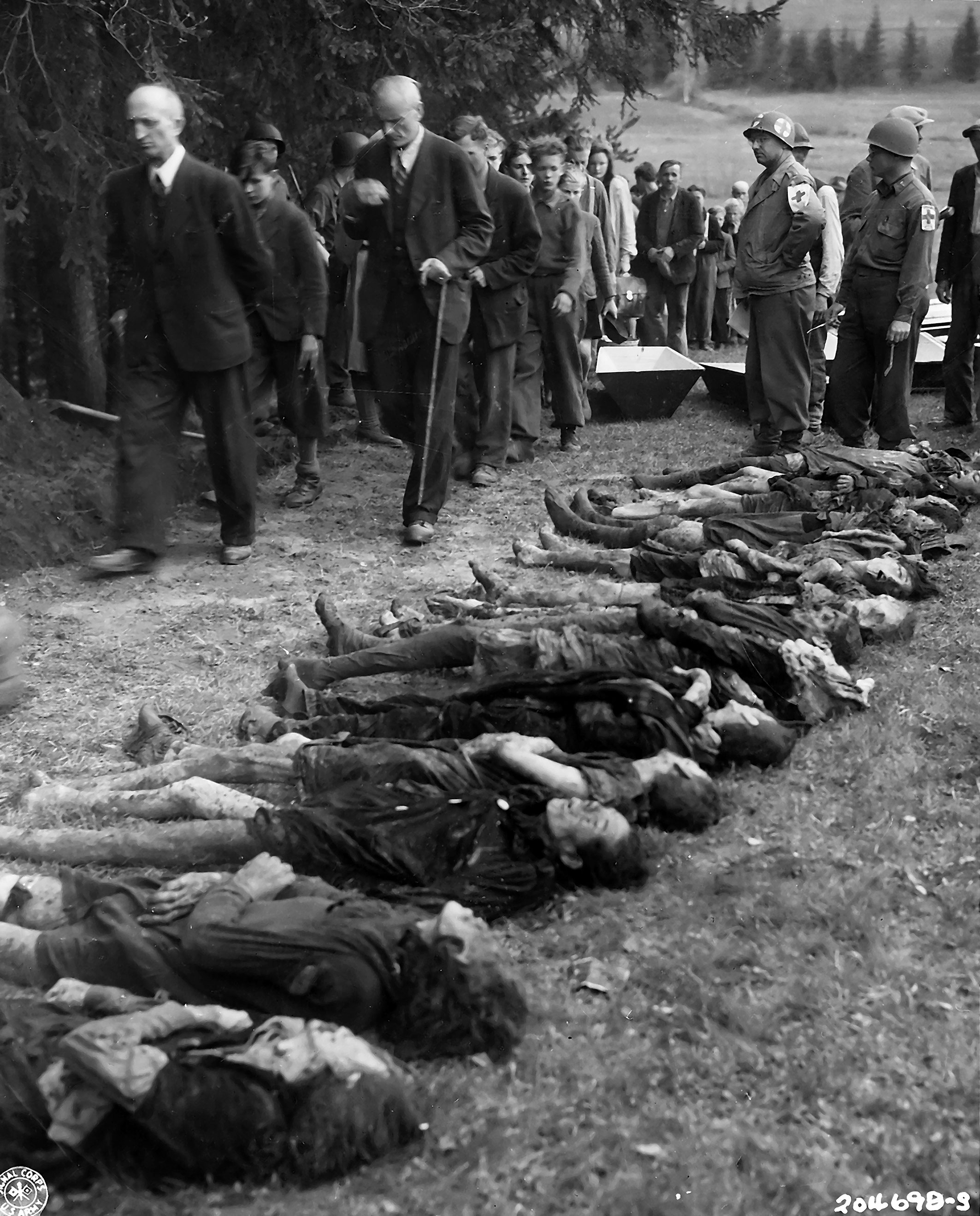
1945年5月11日德国平民被迫走过96名在一場从黑爾姆布雷希茨到 沃拉里的300 mi的死亡行軍中被德国 SS部队谋杀的犹太妇女的屍體。

### 第二次世界大战期間
在第二次世界大战期间，戰俘的死亡行军出現在納粹德國佔領下的歐洲和大日本帝国。隨著盟軍在佔領歐洲的過程中逼近集中營，在后期阶段的猶太人大屠殺中犹太人的死亡行军變得常見。
- 在巴巴羅薩行動中，特别是在1941年至42年期間，當大量苏联軍人被俘虏的時候，死亡行军就成為一种德国虐待苏维埃战俘的形式，被认为是[谁？]一个德国犯下的战争罪行。
- 1943年二月，斯大林格勒战役後，许多德国战俘在行進中被撇在路上死去。[10]在一開始在斯大林格勒附近的關押後，他们被送到一場「穿越結凍草原的死亡行军」，前往位於蘇聯某處的劳改营。[11]
- 在 太平洋战区，日本帝国陆军對盟军战俘多次實行死亡行軍，包括臭名昭着的巴丹死亡行军（1942年）和山打根死亡行军（1945年）。前者强行转移60-80,000名战俘至巴朗牙、造成2 500–10,000名菲律宾人和100-650名美国人死亡，而后者則造成2,345名澳大利亚和英国人死去，其中只有6人倖存。巴丹和山打根的死亡行軍都被判定为战争罪。
- 「死亡行军」一詞被受害者，然后由历史学家用來稱呼在 第二次世界大战 历史的背景下，1944年秋天至1945年四月納粹德國 將他們成千上万的战俘从不斷推進的戰線附近的納粹集中營強迫轉移到德國境內的营地。其中一場臭名昭着的死亡行軍发生在1945年一月，因為苏联红军不斷在被占领的波兰中推進。在苏軍抵达奥斯威辛集中营的九天前，SS 將近60000名囚犯從营地押往有35英里之遙的希隆斯克地區沃濟斯瓦夫，在那里他们會被货运火车運到其他集中營。大约15000名囚犯在途中死亡。[12][13]

### 第二次世界大戰之後与冷战时期
- 1945年的布萊堡遣返發生於二戰最後的日子和之後，有约280,000名克羅埃西亞人参与，[14]他們絕大多數都是平民和克羅地亞國土保衛軍成員，被迫行軍經過波士尼亞與赫塞哥維納、克羅埃西亞及斯洛文尼亞至到奧地利，但英軍在那裡把他們交給南斯拉夫人民解放軍。於是他們得再次返回克羅埃西亞，波士尼亞與赫塞哥維納甚至是馬其頓共和國。[15]
- 第一次中東戰爭期間，70,000名來自盧德和拉姆拉的巴勒斯坦人和阿拉伯人被以色列軍強行驅逐。这次事件以盧德死亡行軍（英语：1948 Palestinian exodus from Lydda and Ramle）而為人所知。[16]
- 在韓戰的時候北韓拘押的戰俘經歷到後來被稱為「老虎死亡行軍」的遭遇。這場行軍發生在聯合國軍隊推進北韓國境的時候。北韓勢力撤退到在中朝邊境的鴨綠江，同時也攜帶上他們的犯人。 在1950年10月31日 大約845名犯人，包括大約80名非作戰人員，離開滿浦沿河而上，在同年11月8日到達中江。一年之後，少於300人依然生還。這場強行軍因一名負責此事而殘忍的北韓上校的綽號「老虎」得名。在犯人當中有一名名为喬治·布萊克的軍官。在他被囚期間，受朝鲜影响成為一位KGB雙重間諜。[17]
- 柬埔寨紅色高棉在1975年針對金邊人口進行的強制遷移。